# Молекулярний пучок
Молекулярний пучок (англ. molecular beam) — пучок молекул, в якому всі молекули мають швидкості, а отже і енергії, що лежать у дуже вузькому діапазоні. Утворюється при пропусканні газу під великим тиском через невеликий отвір у простір з малим тиском. Частинки такого пучка практично не стикаються між собою і мають приблизно рівні швидкості. Використовується для дослідження молекулярних зіткнень та кінетики.